# Смотрич (река)
Смо́трич (укр. Смотрич) — река в Хмельницкой области Украины, в исторической области Подолье, левый приток Днестра. Длина реки — 168 км, площадь водосборного бассейна — 1800 км². Преобладающая ширина русла — 10—15 м, наибольшая — 40 м.
На Смотриче стоит город Каменец-Подольский.
В долинной части Смотрич образует живописный яр. В 10 км перед Каменец-Подольском начинается Смотричский каньон. Известняковые стенки достигают 50 м. Там же постоянные и сезонные водопады, реликтовые растения на берегах и на скальных образованиях.
Вдоль долины Смотрича находятся живописные Товтры — остатки древних коралловых рифов в виде остро выступающих холмов. В понизовье Смотрича находится панорамный заказник — Панивецкая дача.
Река пригодна для сплава от посёлка городского типа Смотрич.